# Hersch Tower

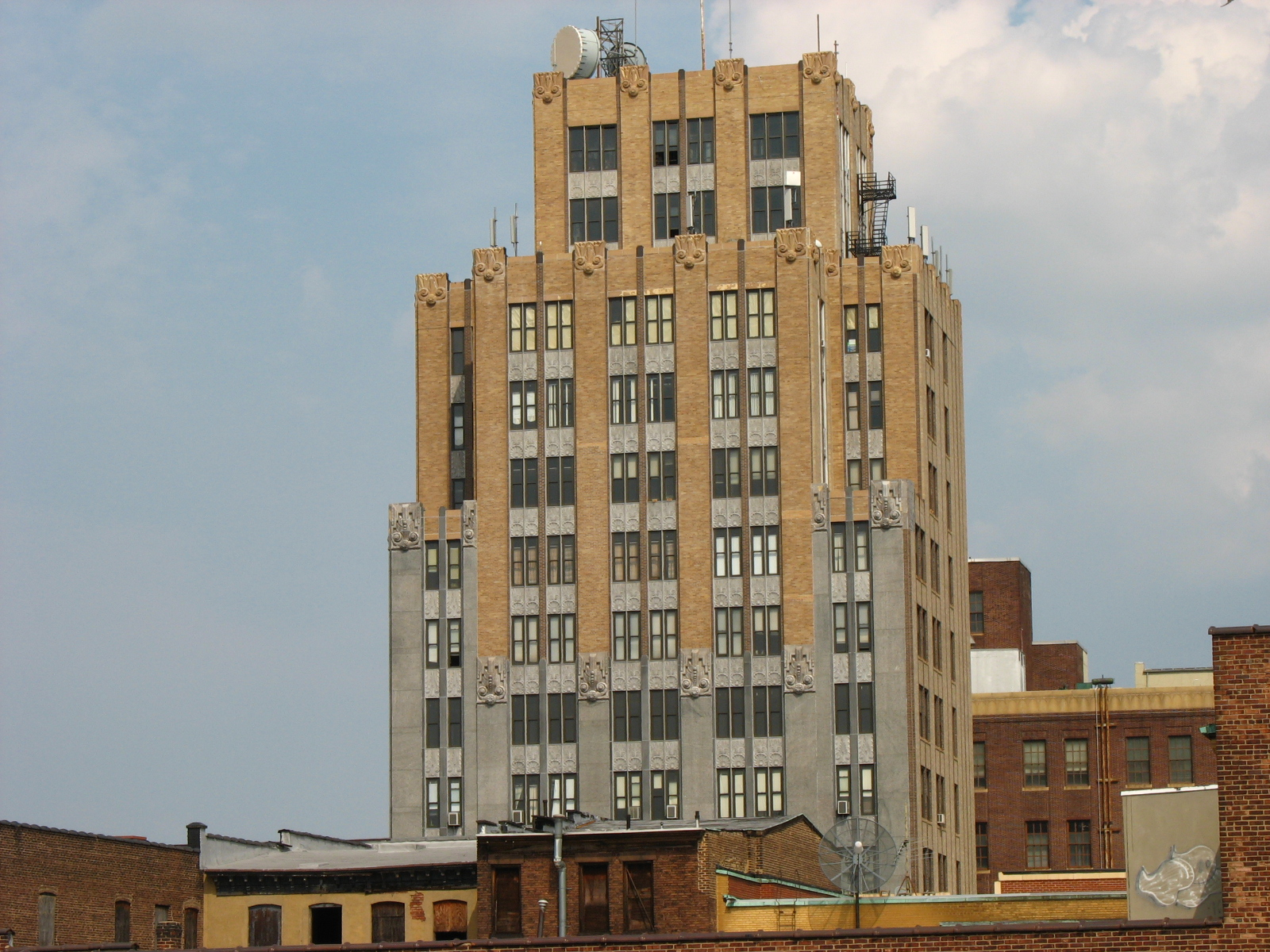
Hersch Tower

Der Hersch Tower ist ein historisch bedeutendes, im Art-déco-Stil entworfenes Hochhaus in Elizabeth, New Jersey.
Die Bauarbeiten für das Gebäude begannen im Jahre 1930 zur Zeit der Weltwirtschaftskrise, veranlasst vom Geschäftsmann Louis Hersh. Baustoffe waren vor allem zu der Zeit übliche Mauersteine. Die Fertigstellung erfolgte ein Jahr später. Der Turm zählt 14 Stockwerke und ist 42,6 Meter (140 ft) hoch. Geplant wurde das Gebäude vom Architekten Nathan Myers und Joseph Shanley. Das Gebäude besitzt außerdem revolutionäre Belüftungs- und Evakuierungssysteme.
In den 1970er Jahren wurde das Gebäude einer Sanierung unterzogen, darunter auch die Renovierung der Aufzüge und Verzierungen mit Blattmetall in der Lobby. 1990 wurde es von den Wybro-Brüdern gekauft.
Heute bildet es, zusammen mit anderen Gebäuden, das historische Zentrum der Stadt.